# Stéphane du Château
Stéphane Du Château, né à Solvytchegodsk (Sibérie), 8 août 1908 et mort à Paris le 2 juin 1999), est un architecte, urbaniste et ingénieur. Issu d'une famille franco-polonaise, il fait ses études à Lwów alors en Pologne puis à l'Institut d'urbanisme de Paris et termine sa formation à la Polish School of Architecture de Londres.
Spécialisé dans les structures métalliques tubulaires il est l'un des ingénieurs les plus productif de la seconde moitié du XXe siècle.

## Biographie
Stéphane Du Château entre dans la vie active en 1937-1938 comme architecte à la Société foncière de réforme agraire de Lwów.
Après la Seconde Guerre mondiale, il participa à la reconstruction de Caen puis reste en France.
Malgré son diplôme polonais, l'Ordre des Architectes de France ne l'autorise pas à pratiquer son métier d'architecte, ce qui le pousse à s'établir comme ingénieur-conseil alors qu'il n'est pas titulaire d'un diplôme d'ingénieur,
Spécialiste des constructions métalliques tubulaires, il est directeur technique de la société Tubétal de 1949 à 1953. Il y fait notamment des études sur des échafaudages et des constructions démontables ainsi que des essais pour établir, en l’absence de toute documentation existante à l'époque, des courbes de flambement concernant les tubes en acier.
En mars 1956 il publie un article intitulé « Le tube, élément de structure » dans la revue L'Architecture d'aujourd'hui. Il s'agit pour l’œuvre de Stéphane du Château d'une date importante qui d'une part marque le début de ses recherches sur les structures spatiales et d'autre part le fait connaître comme spécialiste des tubes métalliques.
Il est l'un des ingénieurs les plus productif dans le domaine des structures spatiales de la seconde moitié du vingtième siècle. Il est notamment l'inventeur des systèmes de construction SDC, Pyramitec, Tridimatec, Unibat et Sphérobat pour lesquels il dépose des brevets et accorde diverses  licences  d’exploitation. Prenant conscience de l’importance commerciale de ses inventions il imagine la société Unibat international chargée de la diffusion de son système afin d'en garantir la protection industrielle. Il compte alors des licenciés dans le monde entier, et notamment en Angleterre, au Maroc et au Proche-Orient. Jouissant d'un notoriété grandissante, il est également contacté pour diffuser ses procédés par des entreprises de Pologne, d'Égypte, d'Iran et plus généralement d'Europe de l'est et du Moyen-Orient. En 1961, il réalise la coupole de l'église Saint-Jean-Baptiste de Rechèvres à Chartres (Eure-et-Loir) en utilisant le système de construction SDC.
Dès le début des années 1960 il manifeste la volonté de rassembler les chercheurs en structures spatiales et de fédérer les recherches dans ce domaine. C'est ainsi qu'il fonde le 16 juin 1968 l'IRASS (Institut de recherches et d'applications des structures spatiales), avec le concours de personnalités comme Yves Chaperot, Robert Le Ricolais, David-Georges Emmerich, Serge Ketoff, Robert Lourdin et Raymond Siestrunck, avec pour but de constituer un réseau d’ingénieurs-conseils impliqués dans la recherche de structures spatiales.

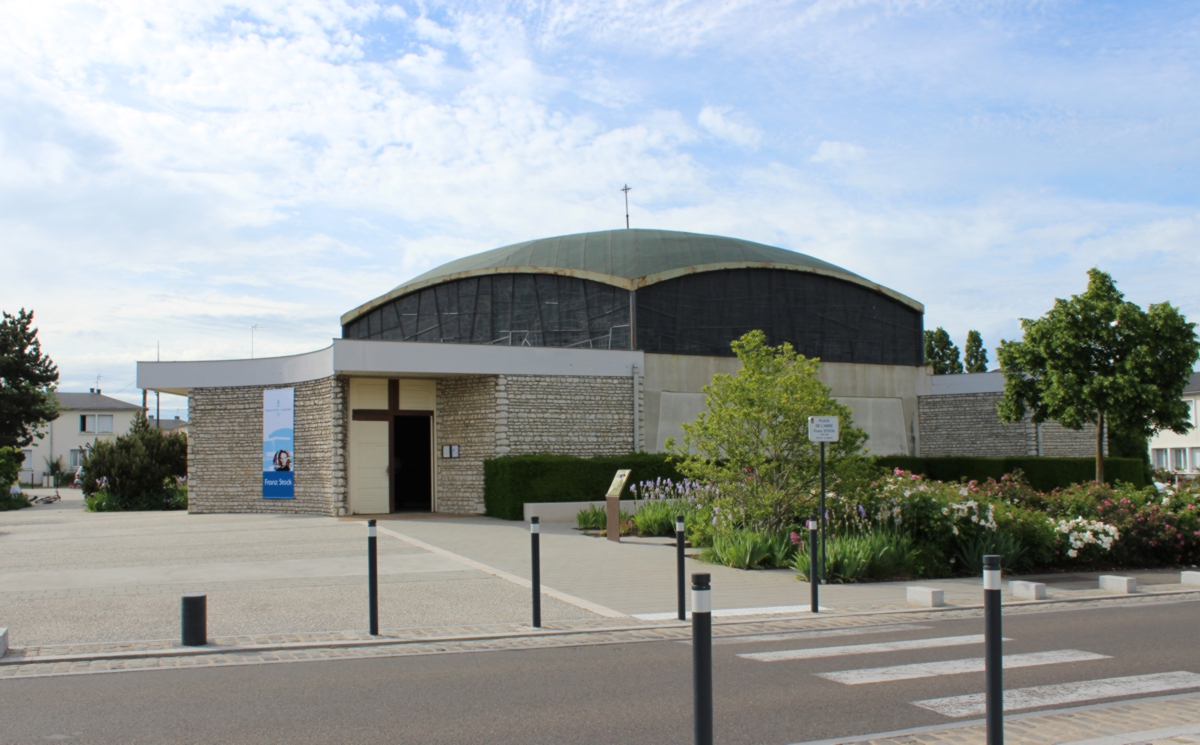
Église Saint-Jean-Baptiste de Rechèvres à Chartres (Eure-et-Loir), 1961.
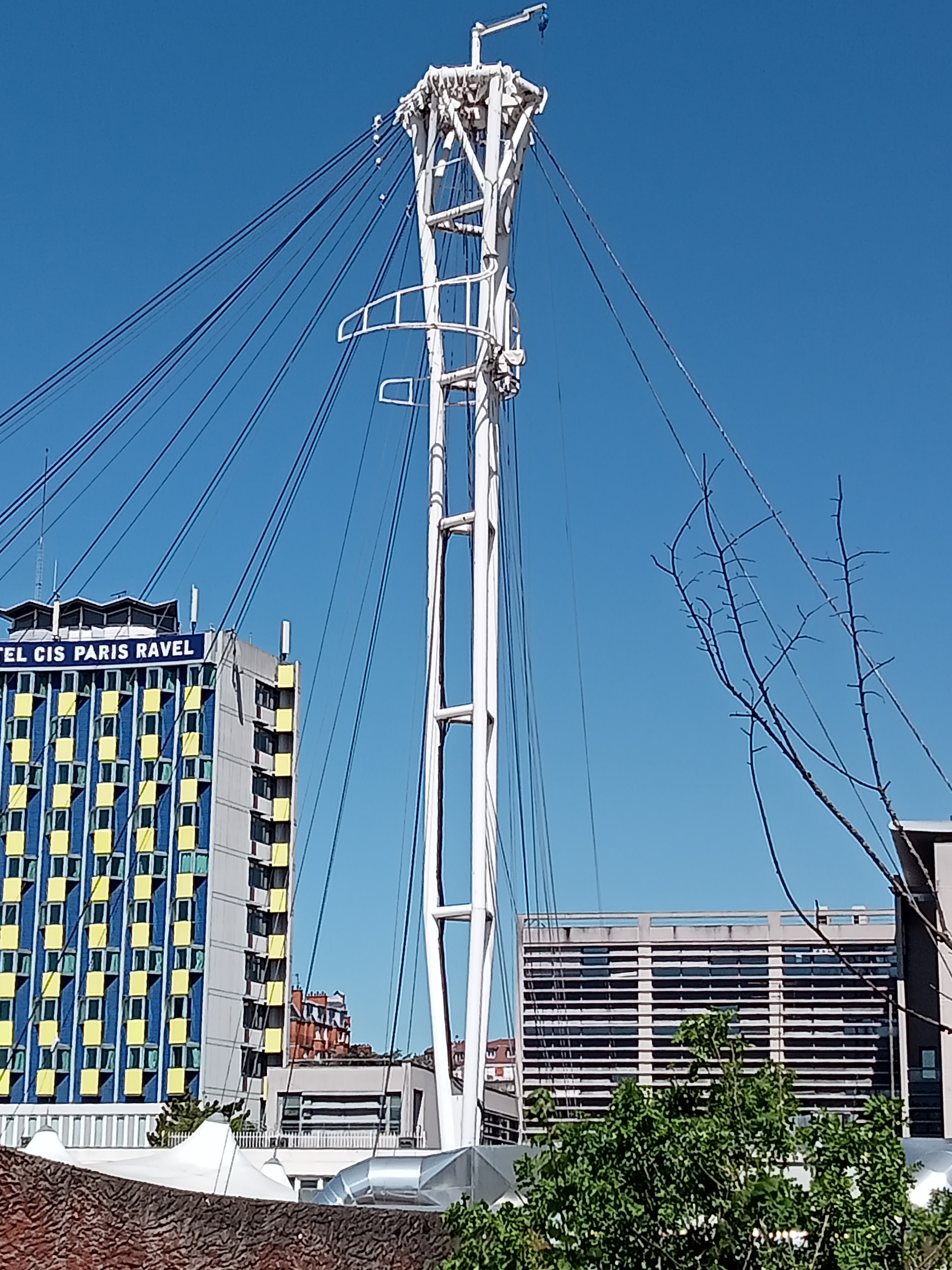
Mât de la piscine Roger-Le-Gall à Paris, réalisé pour Roger Taillibert en 1967[7].